# Pyrethrum
Pyrethrum là một chi thực vật có hoa trong họ Cúc (Asteraceae).

## Loài
Chi Pyrethrum gồm các loài: